# Virage en lacet
 (septembre 2024).
Si vous disposez d'ouvrages ou d'articles de référence ou si vous connaissez des sites web de qualité traitant du thème abordé ici, merci de compléter l'article en donnant les références utiles à sa vérifiabilité et en les liant à la section « Notes et références ».

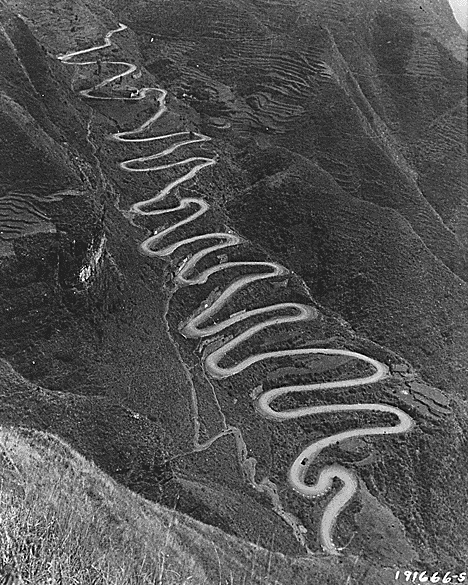
Virages en lacet de la route de Ledo en Chine.

Un virage en lacet est un virage où la voie pivote et revient dans une direction sensiblement opposée à sa direction initiale, mais généralement à une altitude un peu différente, plus élevée en voie montante, plus basse en voie descendante. Ils sont aménagés sur les reliefs, le plus souvent successivement, la sortie de l'un étant l'entrée d'un autre et alternativement dans la direction opposée pour que la pente puisse être gravie ou descendue selon une pente nettement plus faible. Si les virages sont d'angle très grand et de rayon de courbure faible, on parle de virages en « épingle à cheveux ».
La sinuosité de ces routes est souvent particulièrement éprouvante pour les véhicules et leurs conducteurs, notamment pour les grands véhicules (bus, camions...). Les dépassements y sont souvent difficiles, quel que soit le sens de circulation.

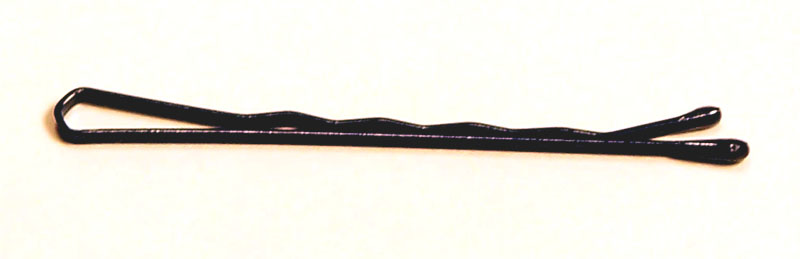
Une épingle à cheveux.

## Contraintes et impacts
Leur construction et leur insertion éco-paysagère sont particulièrement difficiles.
En cas d'embouteillage, la pollution est inhabituellement importante, en raison des redémarrages en côte.
En zone froide montagneuse et en hiver, en raison de leur dangerosité, le salage y est souvent plus important, et la pollution environnementale locale de même niveau.
Les alternatives à ce type de routes sont les funiculaires et téléphériques et parfois les tunnels (plus coûteux), lorsqu'il s'agit simplement de traverser un massif montagneux.

## Exemples
- les 8 lacets numérotés de la paroi surplombant le bourg de Pré-Saint-Didier, pour accéder au vallon de La Thuile, le long de la RN26 ;
- les 21 lacets numérotés de l'accès à la station de ski de l'Alpe d'Huez ;
- les 48 lacets du versant nord-est du col du Stelvio ;
- les quelque 500 lacets de la route de Cilaos, à La Réunion ;
- les successions de lacets du col de Turini, emprunté par le rallye automobile Monte-Carlo ;
- le virage en épingle du Grand Prix automobile de Monaco.

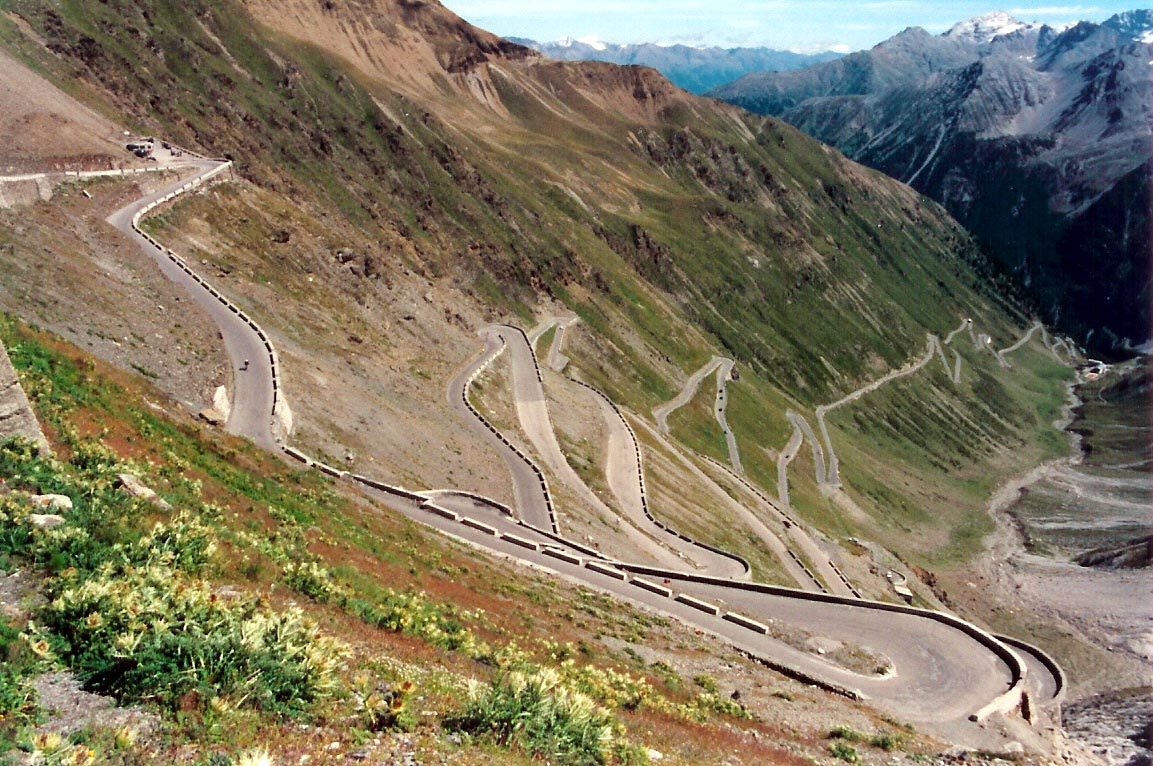
Quelques-uns des 48 lacets en contrebas du col du Stelvio, Italie du Nord.
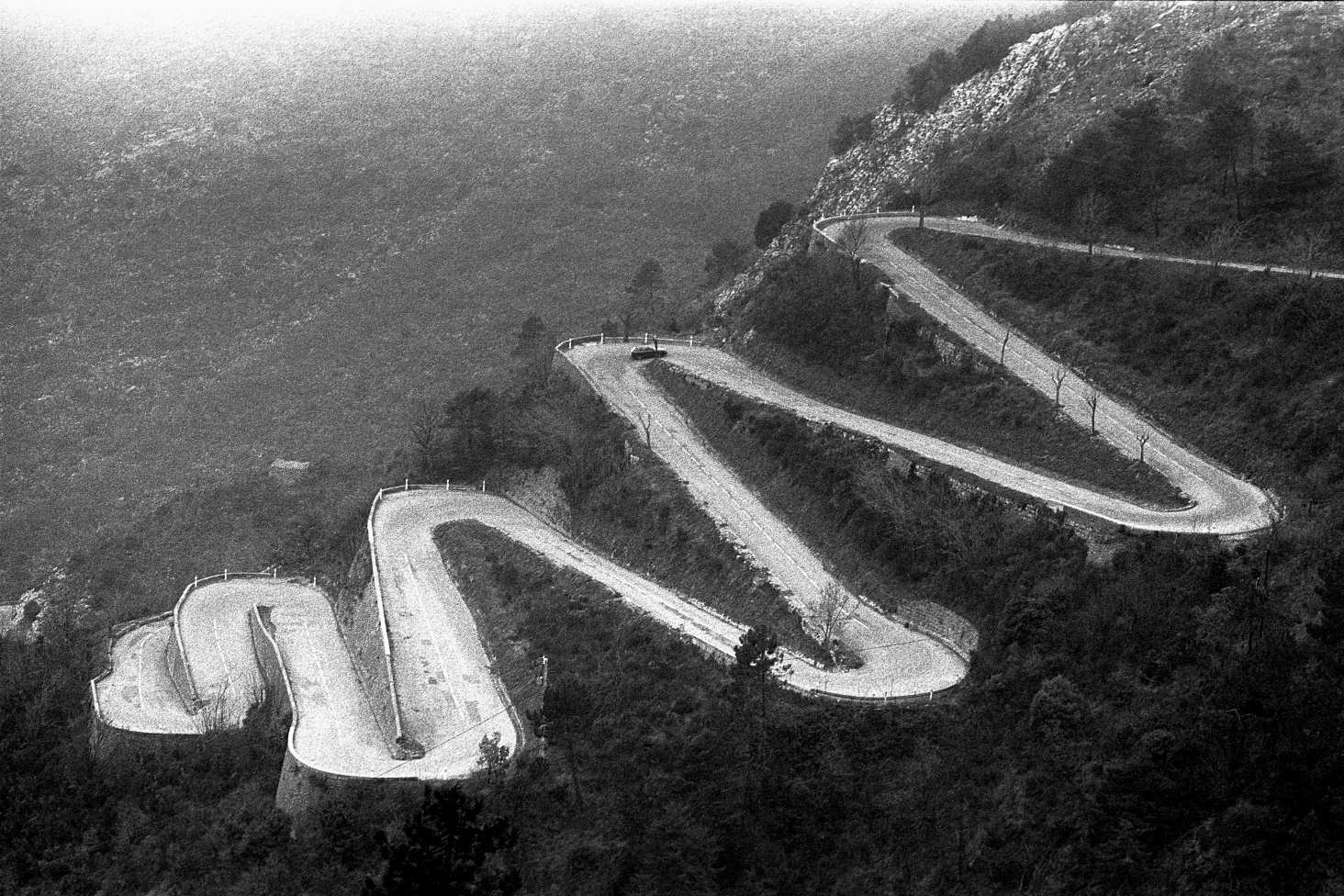
La D2204 monte le col de Braus (Alpes-Maritimes, France). (43° 51′ 58″ N, 7° 22′ 50″ E)
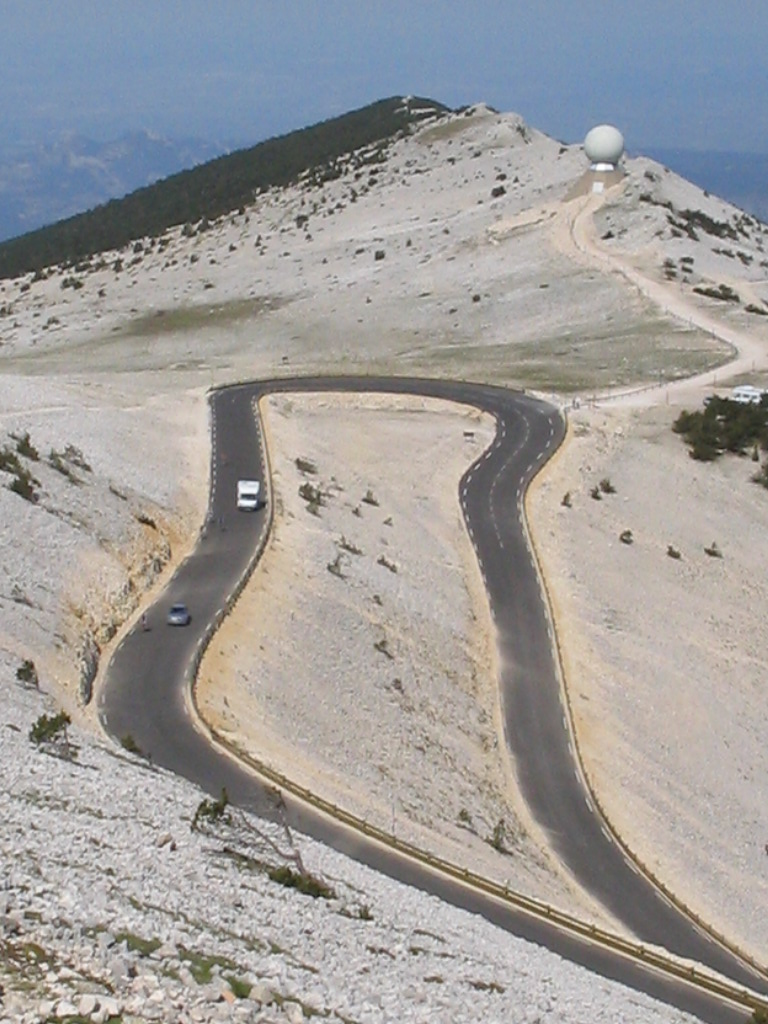
Épingle à cheveux sur la route du Mont Ventoux, en France.
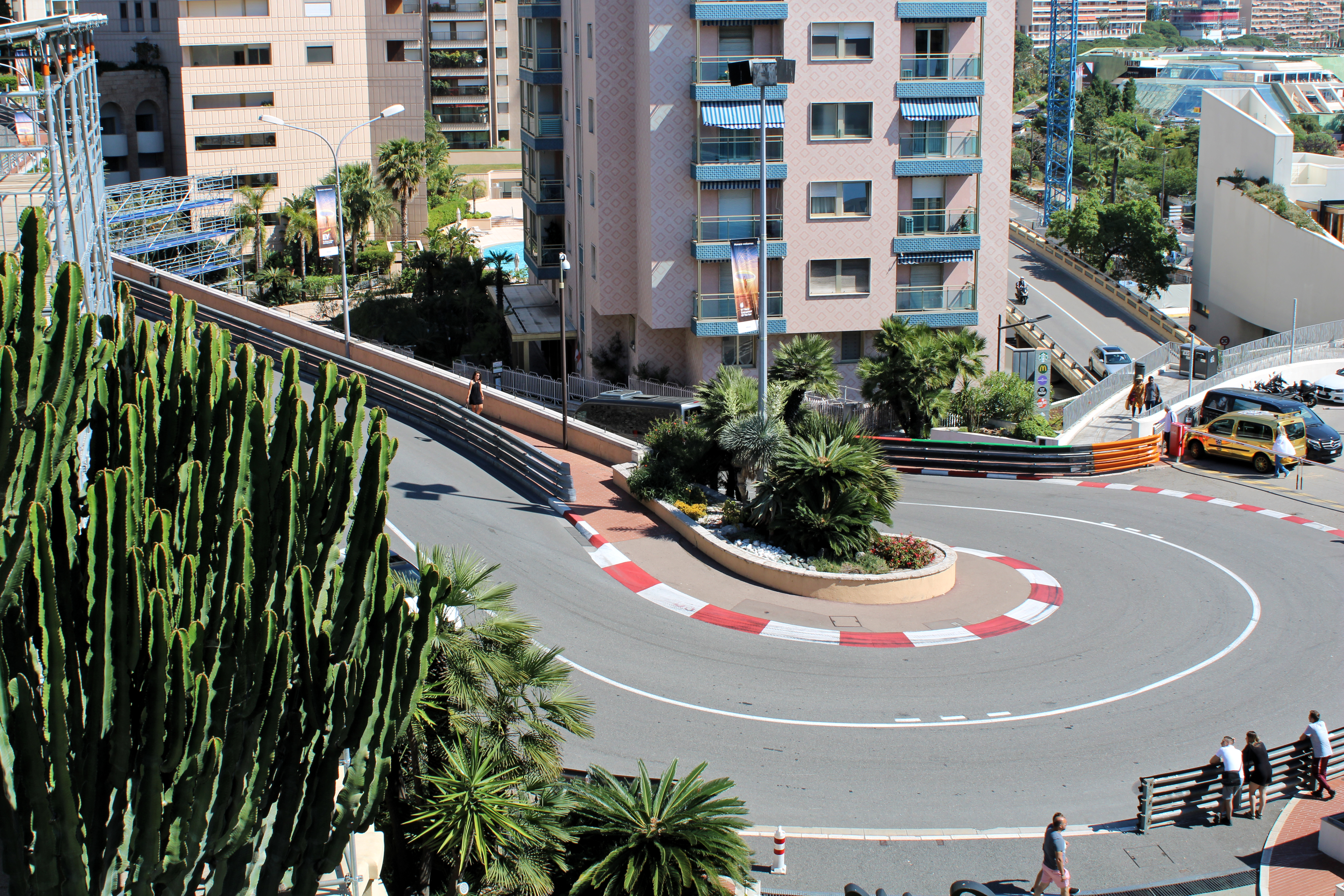
Le virage du Loews, épingle en dévers du circuit de Monaco.
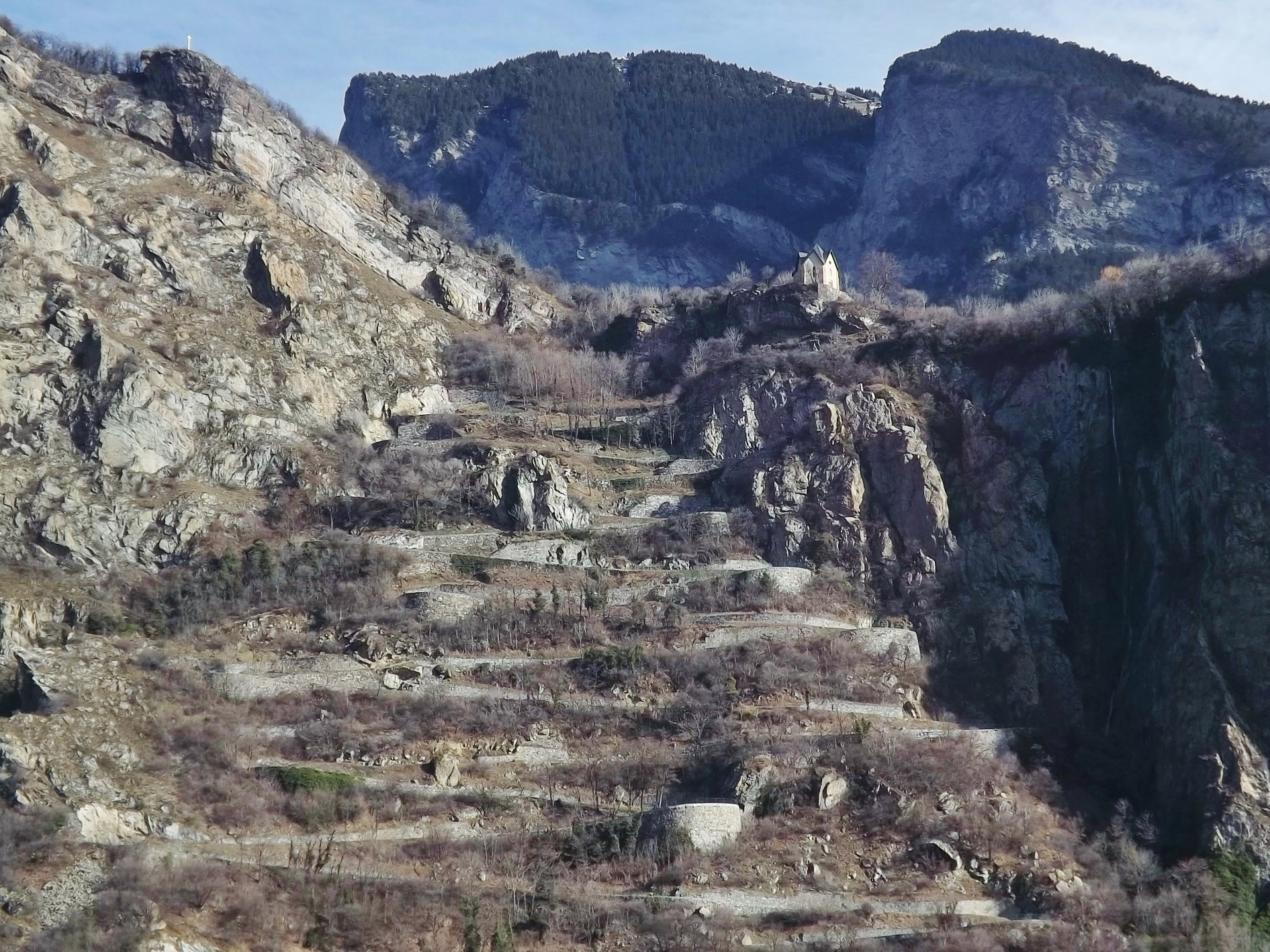
Lacets de Montvernier (Savoie) depuis l'A43.
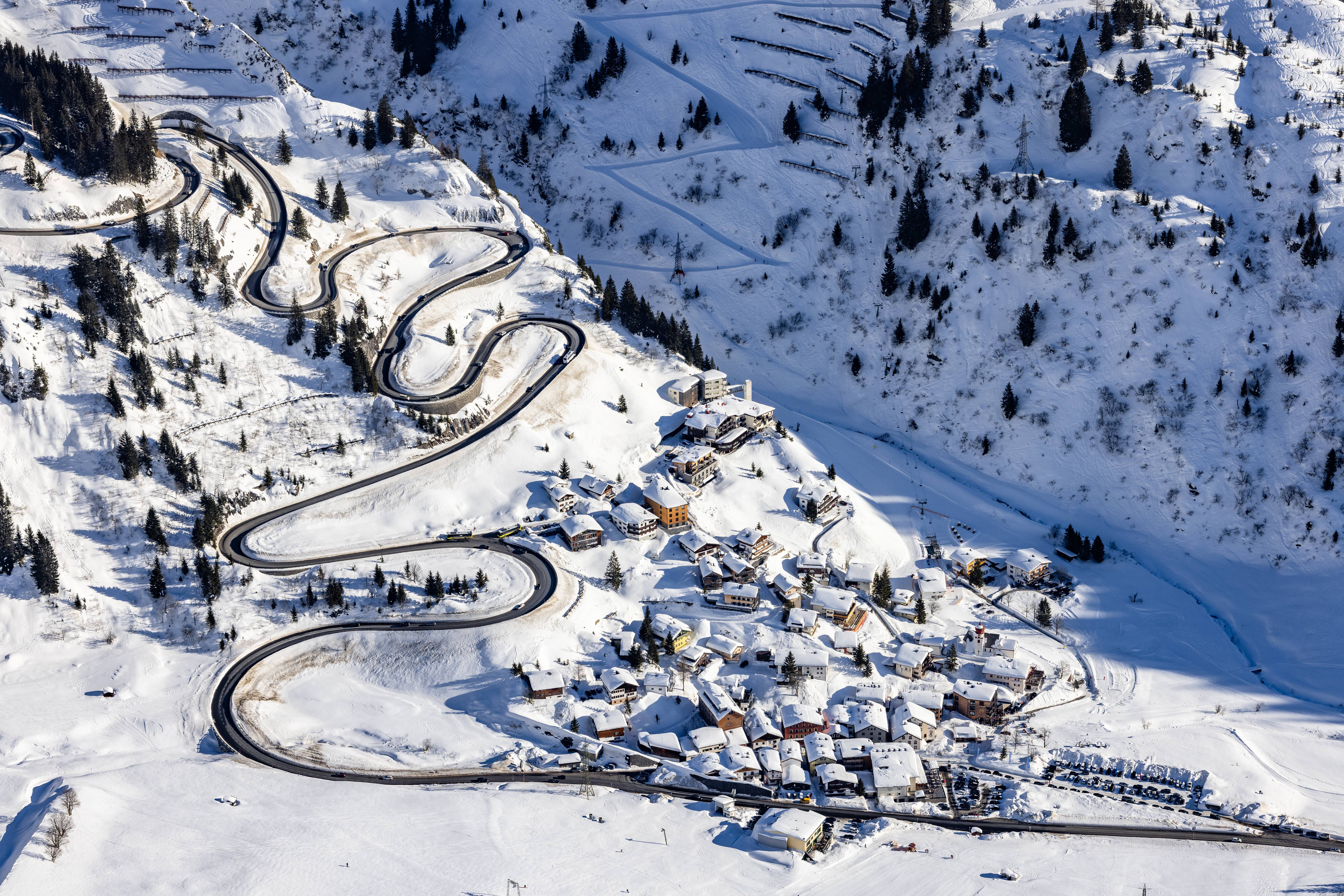
Lacets dans le Vorarlberg, à l'ouest des Alpes de Lechtal.